# Vlieg met me mee
Vlieg met me mee is een nummer van de Nederlandse televisiepresentator Paul de Leeuw uit 1992. De studioversie van het nummer verscheen in 1991 op het album Voor U, majesteit. In 1992 verscheen er op het album Van U wil ik zingen een liveversie van het nummer, samen met een ander nummer genaamd "Gebabbel", een duet met Willeke Alberti.
Alleen de eerste twee regels van het nummer en het refrein hebben een echte, Nederlandse tekst. De rest van het nummer is gezongen in brabbeltaal, waarbij De Leeuw telkens andere talen nadoet. Dit heeft te maken met De Leeuws fascinatie voor het Eurovisiesongfestival. De presentatoren van dat festival zeggen hun teksten in diverse talen, en de punten worden per land doorgegeven in vaak ook steenkolen-Engels. De albumversie van het nummer heeft dan ook een Eurovisiesongfestivalaankondiging als intro. De liveversie werd in Nederland een nummer 1-hit in de Nationale Hitparade; in de Nederlandse Top 40 kwam het tot de 2e positie.

## Hitnotering

### Nationale Hitparade
| Gebabbel/Vlieg met me mee (live) in de Nationale Hitparade - binnen: 7 november 1992 | Gebabbel/Vlieg met me mee (live) in de Nationale Hitparade - binnen: 7 november 1992 | Gebabbel/Vlieg met me mee (live) in de Nationale Hitparade - binnen: 7 november 1992 | Gebabbel/Vlieg met me mee (live) in de Nationale Hitparade - binnen: 7 november 1992 | Gebabbel/Vlieg met me mee (live) in de Nationale Hitparade - binnen: 7 november 1992 | Gebabbel/Vlieg met me mee (live) in de Nationale Hitparade - binnen: 7 november 1992 | Gebabbel/Vlieg met me mee (live) in de Nationale Hitparade - binnen: 7 november 1992 | Gebabbel/Vlieg met me mee (live) in de Nationale Hitparade - binnen: 7 november 1992 | Gebabbel/Vlieg met me mee (live) in de Nationale Hitparade - binnen: 7 november 1992 | Gebabbel/Vlieg met me mee (live) in de Nationale Hitparade - binnen: 7 november 1992 | Gebabbel/Vlieg met me mee (live) in de Nationale Hitparade - binnen: 7 november 1992 | Gebabbel/Vlieg met me mee (live) in de Nationale Hitparade - binnen: 7 november 1992 | Gebabbel/Vlieg met me mee (live) in de Nationale Hitparade - binnen: 7 november 1992 | Gebabbel/Vlieg met me mee (live) in de Nationale Hitparade - binnen: 7 november 1992 | Gebabbel/Vlieg met me mee (live) in de Nationale Hitparade - binnen: 7 november 1992 | Gebabbel/Vlieg met me mee (live) in de Nationale Hitparade - binnen: 7 november 1992 | Gebabbel/Vlieg met me mee (live) in de Nationale Hitparade - binnen: 7 november 1992 | Gebabbel/Vlieg met me mee (live) in de Nationale Hitparade - binnen: 7 november 1992 |
| Week                                                                                 | 1                                                                                    | 2                                                                                    | 3                                                                                    | 4                                                                                    | 5                                                                                    | 6                                                                                    | 7                                                                                    | 8                                                                                    | 9                                                                                    | 10                                                                                   | 11                                                                                   | 12                                                                                   | 13                                                                                   | 14                                                                                   | 15                                                                                   | 16                                                                                   | 17                                                                                   |
| ------------------------------------------------------------------------------------ | ------------------------------------------------------------------------------------ | ------------------------------------------------------------------------------------ | ------------------------------------------------------------------------------------ | ------------------------------------------------------------------------------------ | ------------------------------------------------------------------------------------ | ------------------------------------------------------------------------------------ | ------------------------------------------------------------------------------------ | ------------------------------------------------------------------------------------ | ------------------------------------------------------------------------------------ | ------------------------------------------------------------------------------------ | ------------------------------------------------------------------------------------ | ------------------------------------------------------------------------------------ | ------------------------------------------------------------------------------------ | ------------------------------------------------------------------------------------ | ------------------------------------------------------------------------------------ | ------------------------------------------------------------------------------------ | ------------------------------------------------------------------------------------ |
| Nummer                                                                               | 67                                                                                   | 32                                                                                   | 14                                                                                   | 5                                                                                    | 1                                                                                    | 1                                                                                    | 1                                                                                    | 3                                                                                    | 6                                                                                    | 6                                                                                    | 8                                                                                    | 8                                                                                    | 16                                                                                   | 31                                                                                   | 41                                                                                   | 46                                                                                   | uit                                                                                  |

### NPO Radio 2 Top 2000
| Nummer met noteringen in de NPO Radio 2 Top 2000 | '99 | '00 | '01 | '02 | '03 | '04 | '05 | '06 | '07 | '08 | '09 | '10 | '11  | '12  | '13  | '14  | '15  | '16  | '17  | '18  | '19  | '20  | '21  | '22  | '23  | '24  |
| ------------------------------------------------ | --- | --- | --- | --- | --- | --- | --- | --- | --- | --- | --- | --- | ---- | ---- | ---- | ---- | ---- | ---- | ---- | ---- | ---- | ---- | ---- | ---- | ---- | ---- |
| Vlieg met me mee                                 | 344 | 360 | 519 | 707 | 614 | 652 | 733 | 652 | 744 | 649 | 558 | 872 | 1050 | 1236 | 1297 | 1197 | 1435 | 1241 | 1519 | 1368 | 1466 | 1564 | 1494 | 1571 | 1704 | 1668 |

1. ↑  Een vetgedrukt getal geeft de hoogste notering aan.